# Katrin Eckermann

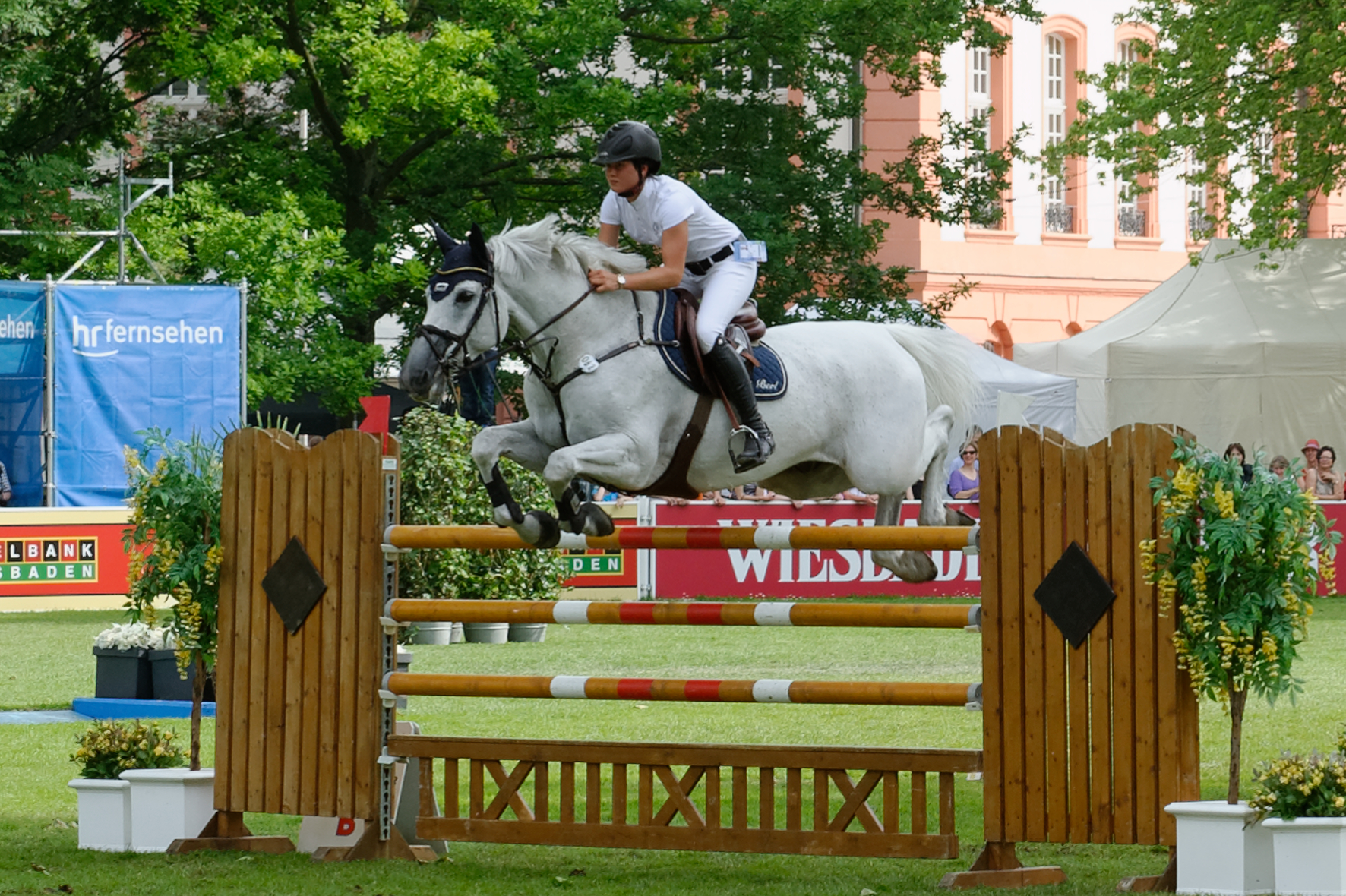
Beim Internationalen Pfingstturnier Wiesbaden 2014

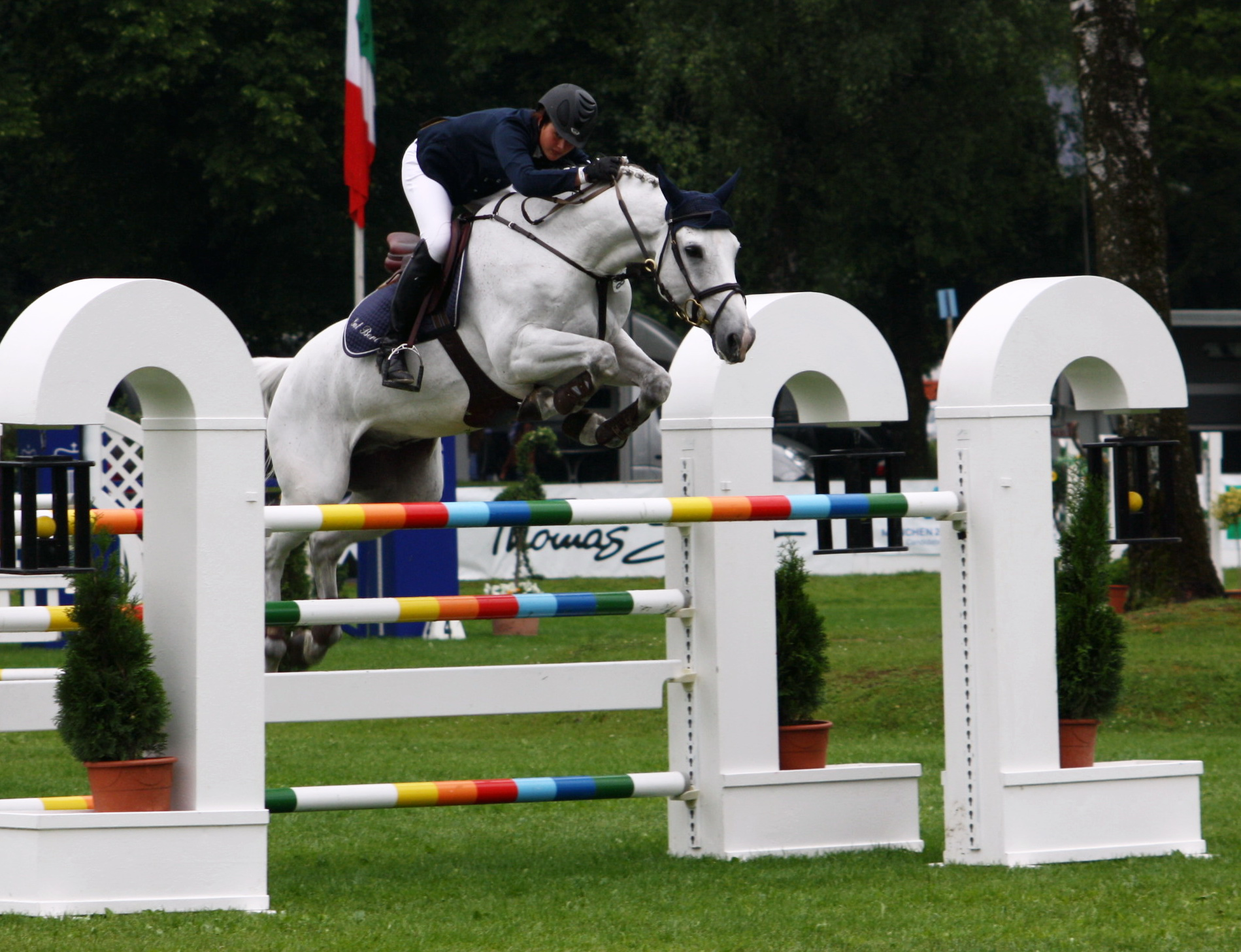
Katrin Eckermann auf dem Pferd Carlson beim CSI 3* „Pferd International“ München-Riem 2011

Katrin Eckermann (* 8. Juli 1990 in Kevelaer, Nordrhein-Westfalen) ist eine deutsche Springreiterin.

## Werdegang
Katrin Eckermann kam bereits früh mit Pferden in Berührung, da ihren Eltern ein Ausbildungs- und Verkaufsstall in Kranenburg gehört. Ihrem Heimatverein ist der Reiterverein Kranenburg. Sie wurde von ihrem Vater und früheren Trainer Otmar Eckermann, der selbst erfolgreicher Springreiter war, schon gefördert. Sie war im Ponysport erfolgreich. Inzwischen startet sie international auf Pferden.
Ab Februar 2011 war Katrin Eckermann als Bereiterin bei Hendrik Snoek auf Gut Berl angestellt, dort trat sie die
Nachfolge von Toni Haßmann an. Im November 2011 belegte sie beim Riders-Tour-Finale in München hinter Ludger Beerbaum Platz zwei. Beim Deutschen Spring- und Dressurderby in Hamburg belegte sie in der Global-Champions-Tour-Etappe den dritten Platz. Im Februar 2013 bestritt sie erstmals einen Nationenpreis in der Altersklasse der „Reiter“. Bei den Deutschen Meisterschaften der Damen kam sie 2013 erstmals auf einen Medaillenrang, sie wurde Zweite mit Firth of Lorne
Beim Deutschen Spring- und Dressurderby 2014 gewann sie die Wertungsprüfung der Global Champions Tour. Im Sommer 2014 wurde Katrin Eckermann für den CHIO Aachen nominiert und kam hier auch im Nationenpreis zum Einsatz. Hier stürzte sie am Wassergraben, stieg jedoch bereits am nächsten Tag wieder aufs Pferd und gewann mit Carlson den Preis von Nordrhein-Westfalen. Im Großen Preis ritt sie wie im Nationenpreis Firth of Lorne, stürzte wieder am Wassergraben und zog sich einen Schlüsselbeinbruch zu.
Im Herbst 2014 verließ Eckermann Gut Berl, sie ist nun als Bereiterin im Handelsstall ihres Lebensgefährten in Füchtorf tätig. Fast vier Jahre nach ihrem letzten Nationenpreiseinsatz bestritt Eckermann im Mai 2018 wieder einen Nationenpreis für Deutschland.
Im April 2022 gelang Katrin Eckermann in Miami Beach zum zweiten Mal in ihrer Karriere der Sieg einer Etappe der Global Champions Tour. Drei Stunden zuvor war sie bereits Zweite in der zweiten Wertungsprüfung der dortigen Global Champions-League-Prüfung geworden, so dass Eckermann mit ihrer Stute Cala Mandia an einem Tag gut 120.000 Euro Preisgeld errang. Zwei Monate später wurde Katrin Eckermann erstmals Deutsche Meisterin in der Damenwertung.
Im Januar 2013 befand sie sich auf Platz 95 der Weltrangliste. Katrin Eckermann war im Jahr 2014 Mitglied des B-Kaders der deutschen Springreiter.

## Pferde
- Iron Dames Cala Mandia NRW (* 2013), Westfale Dunkelfuchs-Stute, Vater: Capistrano 2, Muttervater: Valentino[7]
- Iron Dames Earl of Alice (* 2018), brauner DSP-Hengst, Vater: Eldorado van de Zeshoek TN, Muttervater: Cinsey
- Iron Dames Zoe Blue BTH (* 2016), Holsteiner Schimmelstute, Vater: Zirocco Blue VDL, Muttervater: Colman
- Chao Lee (* 2013), dunkelbraune Rheinländer Stute, Vater: Comme il faut NRW, Muttervater: Chacco-Blue
- Iron Dames Dialou Blue PS (* 2013), Oldenburger Springpferd braune Stute, Vater: Diarado's Boy, Muttervater: Chacco-Blue
- Iron Dames Casa Blue PS (* 2015), Oldenburger Springpferd braune Stute, Vater: Casallco, Muttervater: Chacco-Blue
- Viva Fly NRW (* 2017), Westfale braune Stute, Vater: Vivant van de Heffinck, Muttervater: Starpower TN
- Cydello (* 2014), Hannoveraner Fuchswallach, Vater: Cascadello I, Muttervater: Forsyth FRH, bis Februar 2025 von Richard Vogel geritten[8]

### Ehemalige Turnierpferde von Katrin Eckermann
- Caleya (* 2009), Rheinländer Fuchsstute, Vater: Calido I, Muttervater: Lancer II; ab 2019 von verschiedenen Reitern geritten[9]
- Dalien Swally R.P. (* 2008), braune KWPN-Stute, Vater: Indoctro, Muttervater: Lupicor; ab 2019 von Juan Manuel Luzard geritten[10]
- Firth of Lorne (* 2004), Hannoveraner Fuchshengst, Vater: For Pleasure, Muttervater: Argelith Stakkato; ab 2015 von Franz-Josef Dahlmann, Leah de Martini und Marcus Ehning geritten[11]
- Carlson (* 2001), Rheinländer Schimmelwallach, Vater: Casco, Muttervater: Calvados; wurde 2015 von Caitlin Ziegler geritten[12]
- Lolita H (* 1996), dunkelbraune Oldenburger Stute, Vater: Achill-Libero H, Muttervater: Grannus-Granit, zuvor von Toni Haßmann geritten, zuletzt 2012 im internationalen Sport eingesetzt[13]
- Chika’s Way (* 1998), braune Holsteiner Stute, Vater: Caretino, Muttervater: Lord; zuvor von Janne Friederike Meyer geritten, ab Anfang 2013 von Simone Coata geritten, ab September 2013 von Filippo Marco Bologni geritten[14]

## Erfolge
Europameisterschaften
- 2006: 11. Platz im Einzel, 2. Platz mit der Mannschaft (Ponyreiter)
- 2008: 19. Platz im Einzel, 3. Platz mit der Mannschaft (Junioren)
- 2010: 2. Platz im Einzel, 1. Platz mit der Mannschaft (Junge Reiter)
- 2011: 3. Platz im Einzel, 6. Platz mit der Mannschaft (Junge Reiter)

Deutsche Meisterschaften
- 2004: 3. Platz im Einzel (Ponyreiter)
- 2009: 1. Platz im Einzel (Junge Reiter)
- 2011: 1. Platz im Einzel (Junge Reiter)
- 2013: 2. Platz im Einzel mit Firth of Lorne (Damen)
- 2014: 11. Platz im Einzel mit Firth of Lorne (offene Herrenwertung) und 18. Platz im Einzel mit Fonzie (Damen)
- 2018: 5. Platz im Einzel mit Caleya (Damen)
- 2021: 2. Platz im Einzel mit Cascadello-Boy (Damen)
- 2022: 2. Platz im Einzel mit Cascadello-Boy (Damen)

### Weitere Erfolge (Auszug)
- 2008: 2. Platz im Großen Preis von Istanbul

- 2010: 1. Platz im Preis der Besten (Junge Reiter)
- 2011: 1. Platz im Großen Preis von Münster (CSI 4*) mit Carlson, 4. Platz im Großen Preis von Paderborn (CSI 3*) mit Carlson, 2. Platz in der Riders Tour-Gesamtwertung
- 2012: 2. Platz im Großen Preis von Mannheim (CSI 3*) mit Skik, 3. Platz im Großen Preis von Hamburg (CSI 5* GCT) mit Carlson, 6. Platz im Preis der Landeshauptstadt Wiesbaden (CSI 5*) mit Chika’s Way, 2. Platz im Großen Preis von Rulle mit Darco's Darwin
- 2013: 2. Platz im Nationenpreis von al-Ain (CSIO 5*) mit Carlson
- 2014: 1. Platz im Großen K+K Preis von Münster mit Firth of Lorne, 1. Platz im Großen Preis von Hamburg (CSI 5* GCT) mit Firth of Lorne, 1. Platz mit der deutschen Mannschaft im Nationenpreis von Falsterbo (CSIO 5*) mit Firth of Lorne
- 2015: 2. Platz im Großen Preis von Münster beim K+K Cup mit Fonzie
- 2016: 2. Platz im Großen Preis eines CSI 1* in Damme-Neuenwalde mit Elmo, 1. Platz im Finale der 6-jährigen Springpferde beim Bundeschampionat in Warendorf mit Quin, 1. Platz im Großen Preis des CSI 2* in Damme-Neuenwalde mit Azuro
- 2017: 2. Platz im Großen Preis eines CSI 2* im Januar in Kronenberg mit Dalien Swally, 1. Platz im Großen Preis eines CSI 2* im Mai in Kronenberg mit Dukendy, 3. Platz im Großen Preis von Outdoor Wierden (CSI 2* Wierden) mit Dalien Swally, 1. Platz im Finale der 6-jährigen Springpferde beim Bundeschampionat in Warendorf mit Cocominka
- 2018: 3. Platz im Großen Preis von Gahlen (Klasse S***) mit Okarla, 1. Platz im Großen Preis eines CSI 2* im April in Kronenberg mit Caleya, 2. Platz im Großen Preis eines CSI 2* im Juni in Kronenberg mit Cornwell, 1. Platz im Großen Preis von Opglabbeek (CSI 3*) mit Caleya, 5. Platz mit der deutschen Mannschaft im Nationenpreis von Linz (CSIO 3*) mit Dalien Swally
- 2019: 1. Platz im Championat und im Großen Preis des K+K Cups in Münster mit Caleya, 1. Platz im Großen Preis eines CSI 3* im April in Kronenberg mit Okarla, 1. Platz im Großen Preis von Hagen a.T.W. (CSI 4*) mit Caleya, 2. Platz im Großen Preis des Sommerturniers von Riesenbeck (CSI 2*) mit Ca Va Bien, 1. Platz bei den Weltmeisterschaften der 6-jährigen Springpferde in Lanaken-Zangersheide mit Chao Lee, 2. Platz im Großen Preis von Rulle (Klasse S*** mit Siegerrunde) mit Cornwell, 3. Platz im Großen Preis eines CSI 2* im Oktober in Kronenberg mit Cornwell
- 2020: 1. Platz im Großen Preis eines CSI 3* im Februar in Kronenberg mit Cornwell, 1. Platz im Großen Preis des Juni-Turniers von Goch (Klasse S*** mit Stechen) mit Caleya
- 2021: 4. Platz im Großen Preis des CSI 3* Pinneberg-Hof Waterkant mit Cascadello-Boy, 3. Platz in der Hauptprüfung des Turniersonntags beim Global Jumping Berlin (CSI 5*) mit Cala Mandia, 1. Platz im Großen Preis des CSI 2*-Rahmenturniers bei den Europameisterschaften in Riesenbeck mit Chao Lee, 1. Platz im Großen Preis eines CSI 2* im Oktober in Riesenbeck mit Cascadello-Boy
- 2022: 1. Platz im Großen Preis von Miami Beach (CSI 5*) mit Cala Mandia, 3. Platz in der Finalprüfung des CSI 2* im Rahmen von Horses & Dreams Hagen a.T.W. mit Christian's Chacco, 4. Platz im Großen Preis von Madrid (CSI 5*) mit Cala Mandia

(Stand: 11. Juni 2022)